# Organotelluurchemie
In de organotelluurchemie worden de verbindingen bestudeerd waarin een directe binding optreedt tussen koolstof en telluur. Of de organotelluurchemie als subdiscipline van de organometaalchemie beschouwd moet worden, is afhankelijk van de positie die men aan telluur toekent. Als metalloïde kan het element zowel tot de metalen als tot de niet metalen gerekend worden. Ook in zijn reacties en verbindingen is het ambivalent: veel verbindingen vertonen verwantschap met de overeenkomstige sulfiden, anderzijds laat telluur zich in een transmetallatie met lithium uitwisselen.
De organotelluurchemie is ontwikkeld in het kielzog van de ontwikkeling van de organoseleenchemie. Omdat beide elementen in dezelfde groep van het periodiek systeem staan, zijn er veel overeenkomsten tussen beide onderzoeksgebieden.

## Organotelluurverbindingen en hun toepassingen
De organotelluurchemie is vooral een academische aangelegenheid, buiten het laboratorium zijn er betrekkelijk weinig praktische toepassingen beschreven. In de milieuchemie is dimethyltelluride beschreven, in 1939 is het als metaboliet van sommige bacteriën aangetoond. De stof vindt toepassing in de chemical vapor deposition, een chemisch opdampproces waarbij een dunne laag materiaal op een substraat (ondergrond) wordt aangebracht. Difenylditelluride wordt in de organische synthese als bron van (C6H5)Te (fenyltelluur) gebruikt. Veel gebruikte telluurhooudende reagentia zijn waterstoftelluride, natriumwaterstoftelluride, natriumtelluride, fenyltelluurhydride en fenyltelluurnatrium.

## Reacties
De organotelluurreagentia worden onder meer ingezet in volgende reacties:
- Organische reductie van aldehyden, alkenen, alkynen, nitroverbindingen en oxiranen
- Debromering van vicinale bromiden via een E2-eliminatie
- Organische oxidatie door verbindingen van het type (ArTeO)2O (met Ar een arylgroep)
- Telluurtetrachloride reageert met alkenen en alkynen tot chloor-telluurtrichloride-adducten.
- Telluur in vinylische telluurtrichloriden kan vervangen worden door een halogeen met behulp van verschillende reagentia (di-jood om jood in te voeren of N-broomsuccinimide om broom in te voeren)
- Allylische oxidatie: net als de overeenkomstige seleenverbindingen worden allylische telluuroxides in een [2,3]-sigmatrope omleggingen na hydrolyse omgezet in allylalcoholen
- Alkeensynthese: bij verwarmen worden sommige telluuroxiden (van het type RTeOR'), evenals seleenoxiden omgezet in alkenen

Onder invloed van raneynikkel of palladium en onder uitstoten van het telluurhoudende deel ondergaan verbindingen van het type Ar2TeCl2 een koppelingsreactie naar de overeenkomstige biarylverbindingen. Een ander voorbeeld in deze context is de Stille-reactie:
In afwezigheid van koolstofmonoxide ontstaat het gewone koppelingsproduct, terwijl in aanwezigheid van koolstofmonoxide een carbonylering en een koppeling plaatsgrijpt.
Verbindingen van het type RTeH (een tellurol) reageren met alkynen tot alkenen van het type R'HC=CTeR met anti-additie tot een Z-alkeen. Dit wordt de hydrotellurering genoemd. Bij de hydrostannylering, hydrozirkonering en hydroaluminering verloopt dit via syn-additie.
De uitwisseling van telluur met lithium wordt in een transmetallatie gebruikt voor het synthetiseren van lithiumreagentia met gevoelige functionele groepen.

## Navigatie
Navigatie Koolstof-elementbinding